# Acanthocereus subinermis
Acanthocereus subinermis  es una especie de planta fanerógama de la familia Cactaceae,que actualmente, en base a la sinopsis de la tribu Hylocereaeae de 2017, que hicieron Nadja Korotkova, Thomas Borsch y Salvador Arias, se consideraa que la especie es sinónimo de Acanthocereus tetragonus.

## Descripción
Es un cactus arbustivo, rastrero, con segmentación de los tallos, de hasta 7 cm de diámetro, que alcanza 1,2 m o más; tiene 3 o 4 costillas; con areola de 3-4 cm y 6 a 10 agujas cortas como espinas, (a menudo faltan). Tiene las flores de color blanco, es nocturna con flores de color rojizo fuera de los pétalos, de hasta 20 cm de largo. El fruto es globoso de color rojo con 5 centímetros de largo.

## Distribución
Acanthocereus subinermis se distribuye a los estaos mejicanos de Oaxaca i Veracruz.

## Taxonomía
Acanthocereus subinermis fue descrita por Britton & Rose y publicado en The Cactaceae; descriptions and illustrations of plants of the cactus family 2: 125, t. 16, f. 2–3. 1920.
Etimología
Acanthocereus: nombre genérico que deriva del griego: akantha (que significa espinoso) y cereus (vela, cirio), que se refiere a su forma columnar espinosa.
subinermis: epíteto latino que significa "poco armada", en referencia a sus pocas espinas.